# Livio Jean-Charles
Livio Philippe Jean-Charles (Caienna, 8 novembre 1993) è un cestista francese.

## Carriera
Dal 2008 al 2011 ha giocato nel Centre fédéral; ha esordito da professionista con l'ASVEL Lyon-Villeurbanne nella stagione 2011.
Con la Francia under 20 ha vinto la medaglia d'argento ai FIBA EuroBasket Under-20 2012.
Viene scelto come 28º nel Draft 2013 dai San Antonio Spurs.

## Palmarès

### Competizioni nazionali
- Campionato francese: 2

ASVEL: 2015-2016, 2018-2019
- Campionato greco: 1

Olympiakos: 2021-2022
- Coppa di Francia: 1

ASVEL: 2018-2019
- Coppa di Grecia: 1

Olympiakos: 2021-2022

### Competizioni internazionali
- VTB United League: 2

CSKA Mosca: 2023-2024, 2024-2025
- Supercoppa VTB United League: 1

CSKA Mosca: 2024